# Saint-Symphorien, Eure
 Saint-Symphorien  là một xã của tỉnh Eure, thuộc vùng Normandie, miền bắc nước Pháp.